# ブラック・ジャック 火の鳥編
『ブラック・ジャック 火の鳥編』（ブラック・ジャック ひのとりへん）は、手塚治虫の漫画『ブラック・ジャック』を原作としてセガが2006年11月9日に発売したニンテンドーDS用ゲーム。開発元は元気。

## 概要
手塚治虫の漫画『ブラック・ジャック』のゲーム化作品にあたるが、他の手塚漫画の内容を大きく総括するような作品に仕上がっている。そのため、ゲームの題名も『ブラック・ジャック 火の鳥編』と、手塚の代表作『火の鳥』の名前も掲げている。全30話のストーリーが用意されていて、その中に手塚漫画から60人以上のキャラクターが登場する。キャッチコピーは「これが遊ぶマンガだ!」。
全体的に手塚作品のマニア向けに作品が作られており、一般的な手塚の有名作品よりも『グリンゴ』、『シュマリ』、『アラバスター』、『鳥人大系』、『アドルフに告ぐ』、『ミクロイドS』、『きりひと讃歌』、『陽だまりの樹』、『ミッドナイト』といった一定の嗜好を持つ作品の登場人物が多く登場する。これは以前にセガから発売されたゲーム『ASTRO BOY・鉄腕アトム -アトムハートの秘密-』が有名手塚キャラが多く登場することに対して、こちらは開発者が意図的に濃い手塚ファンのために設定したものである。
物語も主人公をブラック・ジャックに置いてはいるが、多くの手塚作品をヒントに作られており手塚ファンを大きく意識した展開を取る。

## ゲーム内容
物語を進めながら、主人公のブラック・ジャックが手術で治療していくといった内容でプレイ中はオペの必要に応じタッチペンで操作する。手術の最中はまるで手塚治虫の漫画を読んでいるように、マンガの中にコマンドが表示され、そのコマンドの指示に従うようになっている。タッチペンの操作にはスピード・正確性も要求される。
ストーリーは原作を元にした、オリジナルな展開になっていて、さまざまな事件に応じて協力を得るときに金が必要になる。ゲーム内で稼いだ金で、手術を有利に行うためのアイテムを買うことが出来る。またゲーム中に手塚治虫が描いた原画原稿を買うことができ、買った原画原稿はブラック・ジャックの部屋の壁に飾られる。

## ストーリー
医師免許を持たないモグリの男ブラック・ジャック。彼の医師としての腕前は天才的であった。彼が交通事故にあった一人の男、伴俊作を助けるところから物語は始まる。ブラック・ジャックはその後、様々な患者を助けるうち、大きな事件に巻き込まれていく。
その影には炎をまとった鳥の姿があった・・・。

## モード
- シナリオ
- オプション
  - キャラクター名鑑
  - イベントシーン
  - ミニゲーム

## 登場人物
- ブラック・ジャック
- ピノコ
- キリコ
- ヒゲオヤジ
- アトム